# Jean Rolin
Jean (Jehan) V Rolin, o Rollin anomenat cardenal Rolin, (Autun, 1408 - Cravant, 22 de juny de 1483), va ser un bisbe i cardenal borgonyó.
Era fill del canceller Nicolau Rolin i de Marie de les Landes. Fillol del duc Joan I de Borgonya anomenat «Joan Sense Por». Jean Rolin va ser bisbe de Chalon-sur-Saône el 29 de maig de 1431, bisbe d'Autun el 20 d'agost de 1436. A força de maniobres va desposseir l'abat Jean Petitjean de l'Abadia de Sant Martin d'Autun i esdevé el primer abat comanditari el 1442. Va ser nominat cardenal pel papa Nicolau V el 20 de desembre de 1448 a Coelis-Monte. Abat de l'abadia de Saint Martin d'Autun. Va fundar la capella de Sant Vincent a la Catedral d'Autun (1442) i la Capella Sant-Léger a la Col·legial Notre-Dame de Beaune, el 1459.
Va heretar del seu pare el gust pel lucre i la cobdícia, la seva política episcopal va estar embrutada per les baralles amb la seva família. Va tenir una relació amb Jeanne de Gouy que li va donar dos nens: Sébastien Rollin nascut cap a 1450 i Barbe Rollin. De la seva relació amb una religiosa d'Avinyó: "Raymonde de Roucy" o (Roussy), va tenir un fill bastard Jean VI Rolin (Rollin) que va ser bisbe d'Autun i va morir el 1501. Va estar poc present a Autun, més sovint a Roma on no va participar en cap conclave, sempre a l'aguait dels subsidis. Fins a la caiguda de Borgonya, va ser antifrancès. Malgrat tot va ser el confessor del delfí i de Lluís XI de França. Aquest, ben assabentat de les seves prevaricacions, li va retirar els ingressos de la Col·legial Notre-Dame de Beaune. El 9 de juliol de 1460, el rei Carles VII, es va veure obligat a enviar cartes, mirant d'impedir que el cardinal Rolin, no pogués representar Roma a l'abadia i el convent de Sant Martin, conforme als decrets de Bâle i de la Pragmàtica Sanció, a causa del Priorat d'Anzy-le-Duc.
Va fer restaurar la catedral Sant Nazaire d'Autun (desapareguda) i va fer construir la fletxa de la Catedral Sant Llàtzer d'Autun el 1469. Fou un dels protectors del Mestre de Moulins (Jean Hey?) i del quadre La nativitat del cardinal Rolin és visible a Autun.

## Armoiries
" D'azur en 3 claus d'or en pal (alias:posées 2 & 1; alias:2 a cap & 1 en punta "
Divisa
" Deum time" ("Crains Dieu")

## Font
- Denis Grivot, Autun, Lyon, 1967, p74 à 77.

- Base Roglo, Heràldica & Genealogia
- Étienne Pattou